# نیسفور سوگلو
نیسفور سوگلو (انگلیسی: Nicéphore Soglo؛ زادهٔ ۲۹ نوامبر ۱۹۳۴) یک سیاست‌مدار و اقتصاددان اهل بنین است.